# Las niñas
Las niñas es una película española de 2020, escrita y dirigida por Pilar Palomero, sobre el paso de la niñez a la adolescencia y los contrastes entre la educación femenina y el entorno de la época de sus protagonistas. En la 35ª edición de los Premios Goya 2021 obtuvo los correspondientes a mejor película, mejor dirección novel, mejor guion original y mejor dirección de fotografía.

## Sinopsis
Dirigida por Pilar Palomero, también autora del guion, la historia se ambienta en la ciudad de Zaragoza en el año 1992. El espacio educativo de las niñas protagonistas es común, un colegio de monjas, pero el entorno familiar es diferente: frente al considerado convencional, padre y madre casados, se sitúa el caso de Celia, que vive sola con su madre, lo que le causa una cierta marginalidad, situación que contrasta con los aires de modernidad que se respiran en un año de grandes eventos internacionales en España: los Juegos Olímpicos de Barcelona 1992 y la Exposición Universal de Sevilla de 1992.

## Trama
El protagonismo de un grupo de niñas amigas de la protagonista principal, Celia, viene ya marcado en el propio título de la película: Las niñas. Si bien el largometraje se centra en la historia de Celia, de 11 años, que sufre un ambiente de presión social por su condición de huérfana. Cristina y Brisa, las mejores amigas de Celia, le ayudarán en su camino de crecimiento, encarando los prejuicios sociales a que estaban sometidas las menores descendientes de madres solteras.
A lo largo de la trama, Celia, tras pasar por la censura de su propia familia y de la enseñanza religiosa que recibe, descubrirá la mentira sobre su orfandad. La amistad de Brisa, una nueva compañera que llega al colegio procedente de Barcelona, supondrá una apertura al diálogo, a hablar de las cosas que se omiten o de las historias que se inventan para ocultar la realidad. La sinceridad y fortaleza de Brisa impulsará a Celia a investigar sobre la historia de su padre y a interpelar a su madre, Adela. Un viaje al pueblo, tras el fallecimiento de su abuelo, marcará un antes y un después en la relación maternofilial: compartir la verdad afianzará su vínculo y dará fuerza a ambas para encontrar su lugar.

## Repercusión

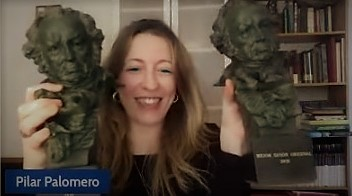

La película se exhibió en numerosos certámenes cinematográficos del mundo, como el Festival Internacional de Cine de Berlín, el Brussels International Film Festival o el Shanghai International Film Festival, entre otros. 
En la 23ª edición del Festival de Málaga obtuvo la Biznaga de Oro a mejor película, la Biznaga de Plata a mejor fotografía y el Premio Feroz Puerta Oscura.
En la 8ª edición de los Premios Feroz se alzó con los correspondientes a mejor película dramática, mejor dirección y mejor guion.
En la 35ª edición de los Premios Goya 2021, gala celebrada en plena pandemia del COVID-19 de forma telemática, consiguió cuatro de los nueve galardones a los que optaba: película, dirección novel, guion original y dirección de fotografía.
Las niñas es el debut en el largometraje de la directora Pilar Palomero, rodado en su ciudad natal, Zaragoza.
La película se estrenó comercialmente en España en septiembre de 2020 en 86 salas de cine y recaudó 81.857 euros en los tres primeros días. En marzo de 2021 había obtenido 638.000 euros sobre un presupuesto de 1,2 millones de euros.

## Palmarés
| Premio                                          | Categoría                                   | Receptor(es)                                 | Resultado |
| ----------------------------------------------- | ------------------------------------------- | -------------------------------------------- | --------- |
| Festival de Málaga (2020)                       | Biznaga de Oro a la Mejor película española | Las niñas                                    | Ganadora  |
| Festival de Málaga (2020)                       | Biznaga de Plata a la mejor fotografía      | Daniela Cajías                               | Ganadora  |
| Festival de Málaga (2020)                       | Premio Feroz Puerta Oscura                  | Las niñas                                    | Ganadora  |
| Festival Internacional de Cine de Berlín (2020) | Sección Generation Berlinale                | Las niñas                                    | Ganadora  |
| Premios CEC (2021)                              | Mejor película                              | Las niñas                                    | Nominada  |
| Premios CEC (2021)                              | Mejor dirección revelación                  | Pilar Palomero                               | Ganadora  |
| Premios CEC (2021)                              | Mejor actriz secundaria                     | Natalia de Molina                            | Nominada  |
| Premios CEC (2021)                              | Mejor actriz revelación                     | Andrea Fandos                                | Ganadora  |
| Premios CEC (2021)                              | Mejor guion original                        | Pilar Palomero                               | Ganadora  |
| Premios CEC (2021)                              | Mejor fotografía                            | Daniela Cajías                               | Nominada  |
| Premios Goya (2021)                             | Mejor película                              | Las niñas                                    | Ganadora  |
| Premios Goya (2021)                             | Mejor dirección novel                       | Pilar Palomero                               | Ganadora  |
| Premios Goya (2021)                             | Mejor interpretación femenina de reparto    | Natalia de Molina                            | Nominada  |
| Premios Goya (2021)                             | Mejor guion original                        | Pilar Palomero                               | Ganadora  |
| Premios Goya (2021)                             | Mejor montaje                               | Sofi Escudé                                  | Nominada  |
| Premios Goya (2021)                             | Mejor canción original                      | «Lunas de papel» de Carlos Naya              | Nominada  |
| Premios Goya (2021)                             | Mejor dirección de fotografía               | Daniela Cajías                               | Ganadora  |
| Premios Goya (2021)                             | Mejor dirección artística                   | Mónica Bermuy                                | Nominada  |
| Premios Goya (2021)                             | Mejor diseño vestuario                      | Arantxa Ezquerro                             | Nominada  |
| Premios Feroz (2021)                            | Mejor película de drama                     | Las niñas                                    | Ganadora  |
| Premios Feroz (2021)                            | Mejor dirección                             | Pilar Palomero                               | Ganadora  |
| Premios Feroz (2021)                            | Mejor guion                                 | Pilar Palomero                               | Ganadora  |
| Premios Feroz (2021)                            | Mejor actriz de una película                | Andrea Fandos                                | Nominada  |
| Premios Feroz (2021)                            | Mejor actriz de reparto                     | Natalia de Molina                            | Nominada  |
| Premios Feroz (2021)                            | Mejor traíler                               | Marina Francisco y Juan Gabriel García Román | Nominados |
| Premios Forqué (2021)                           | Largometrajes de Ficción y/o Animación      | Las niñas                                    | Ganadora  |
| Premios Forqué (2021)                           | Mejor interpretación femenina               | Andrea Fandos                                | Nominada  |
| Premios Forqué (2021)                           | Cine y Educación en Valores                 | Las niñas                                    | Nominada  |
| Premios Simón (2021)                            | Mejor largometraje                          | Las niñas                                    | Ganador   |
| Premios Simón (2021)                            | Mejor dirección                             | Pilar Palomero                               | Ganadora  |
| Premios Simón (2021)                            | Mejor actriz                                | Andrea Fandos                                | Ganadora  |
| Premios Simón (2021)                            | Mejor guion                                 | Pilar Palomero                               | Ganadora  |
| Premios Simón (2021)                            | Mejor banda sonora original                 | Carlos Naya                                  | Ganador   |
| Premios Simón (2021)                            | Mejor maquillaje y peluquería               | Carmen Arbues                                | Nominada  |
| Premios Simón (2021)                            | Mejor vestuario                             | Arantxa Ezquerro                             | Ganadora  |
| Premios Simón (2021)                            | Mejor contribución social                   | Las niñas                                    | Nominada  |

## Reparto
| Intérprete            | Personaje                  |
| --------------------- | -------------------------- |
| Andrea Fandos         | Celia                      |
| Natalia de Molina     | Adela                      |
| Zoé Arnao             | Brisa                      |
| Julia Sierra          | Cris                       |
| Francesca Piñón       | Madre Consuelo             |
| Ainara Nieto          | Clara                      |
| Elisa Martínez        | Leyre                      |
| Carlota Gurpegui      | Vanessa                    |
| Daniel García         | Carlos                     |
| Jesusa Andany         | Madre Magdalena            |
| Neus Pàmies           | Palmira                    |
| Mercè Mariné          | Ofelia                     |
| Laura Gómez-Lacueva   | Madre Soledad              |
| María Teresa Sequeira | Madre Superiora            |
| Luis Palomero         | Médico                     |
| Pilar Delgado         | Monja                      |
| Conchita Pinilla      | Monja                      |
| Purificación Martínez | Monja                      |
| Manolo Kabezabolo     | Operario                   |
| Jaume Esteve          | Operario                   |
| María José Hernández  | Profesora Educación Física |
| Andrés Meléndez       | Abuelo Brisa               |
| Manuela Aguilar       | Abuela Brisa               |
| Rubén Martínez        | Hombre parque              |
| Manuel Urda           | Hombre bici                |
| Leonor Bruna          | Médica                     |
| Álvaro de Paz         | Médico                     |
| Mariano Anós          | Padre Luis                 |
| Adrián Fourier        | Edu                        |
| Amelia Rius           | Bisabuela                  |
| Laura Contreras       | Enfermera                  |
| Marta Cortel          | Monja Joven                |
| Eva Magaña            | Alicia                     |
| Raffaella Carrà       | Raffaella Carrà            |
| María Melero          | Niña Clase 6ºB             |
| Eva María Milara      | Remedios                   |
| Francisco Umbral      | Francisco Umbral           |